# 南江客车坠崖事故
南江客车坠崖事故是中國一起車禍事故，发生于2008年9月13日下午1时30分左右（UTC+8时），一辆由中国四川省巴中市开往浙江省宁波市的车牌号为川Y08668的四川巴中运输（集团）有限公司宇通客车，行使至四川南江县桃园镇卫家坝林场S101线右转弯处翻入150米深的悬崖，造成车辆解体，车上51人全部遇难。